# Pražští pepíci

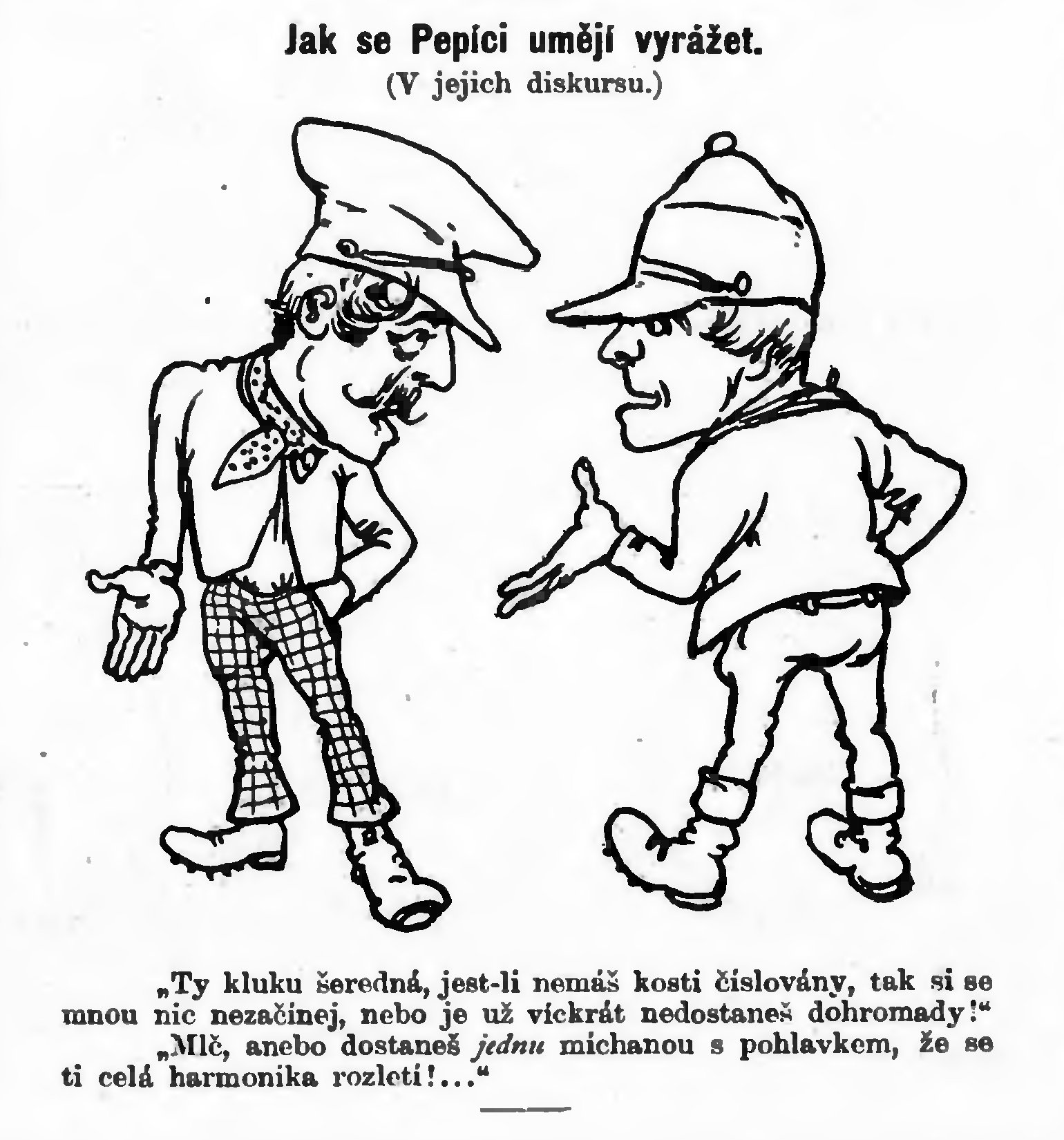
Pražští pepíci na karikatuře z r. 1886

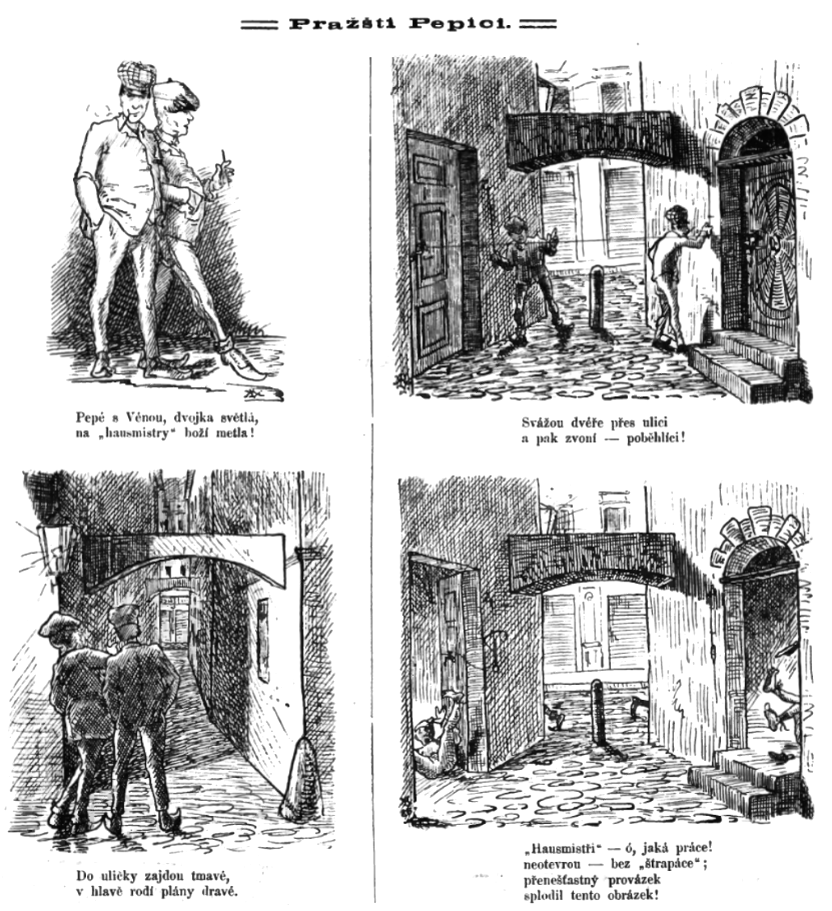
Komiks s pepíky z roku 1887

Pražští pepíci (ve starších zdrojích psáni s velkým P) byli hlavně v 80. a 90. letech 19. století bohémové a flamendři, kteří neradi pracovali, ale rádi se bavili a občas prováděli různá uličnictví. Často chodili na taneční zábavy a účastnili se vystoupení pochodové hudby. Nosili kazajku nebo sako, pruhované kalhoty a místo vázanky nebo límečku pestrý šátek; používali neobvyklé výrazy („Pepé, tě bůh!“ aj.), zpívali vlastní písně a byli vynalézaví, když šlo o to získat peníze nebo provést nějaký žert. Podle Jana Nerudy jim dal jméno Pepík Vambera († 1865), vyloučený student gymnázia, tulák a „král pražské flámy“. Pro Nerudu nebyli zlí, spíše poetičtí; v soudničkách se ale jako „Pepíci“ označovali i mladí delikventi — pachatelé krádeží, vandalismu i násilných rvaček. Říkalo se jim také „těžká váha“ nebo „pražská fláma“.
„Pepíka“ jako jednu z typických pražských „figurek“ zdařile předváděl na své scéně populární herec a dramatik konce 19. století, Leopold František Šmíd.
Pepíci v původním významu vymizeli po pražské asanaci na přelomu 19. a 20. století. V současnosti se tento výraz někdy používá jako hanlivá přezdívka pro všechny Pražany nebo (v polštině a slovenštině) pro všechny Čechy. Známí jsou i „žižkovští pepíci“, humorné označení obyvatel Žižkova, např. při tradičním masopustu.